# (17386) 1981 EA23
A (17386) 1981 EA23 a Naprendszer kisbolygóövében található aszteroida. Schelte J. Bus fedezte fel 1981. március 2-án.